# Autobusna linija br. 238 u Zagrebu
Linija 238 (Kaptol – Kozjak) dnevna je autobusna linija u Zagrebu.
Prometuje radnim danom na trasi: Kaptol – Zvonarnička ulica – Degenova ulica – Grškovićeva ulica – Bijenička cesta – Laščinska cesta – (smjer A: Jordanovac – Bolnica Jordanovac – Jordanovac – Laščinska cesta) – Rebar – Kozjak
Povezuje Kozjak i Bolnicu Jordanovac s terminalom Kaptol u centru grada.
Linija u smjeru Kozjaka prometuje preko Bolnice Jordanovac od 29. siječnja 2024. radi bolje povezanosti KBC-a Zagreb.

## Vanjske poveznice
- Vozni red linije 238